# Цинкарош (филм из 2019)
Цинкарош (енгл. The Informer) британски је криминалистички трилер из 2019. године, у режији Андреа ди Стефана, по роману Три секунде Рослунда и Хелстрема. Главне улоге глуме: Џоел Кинаман, Розамунд Пајк, Common, Ана де Армас и Клајв Овен.
Приказан је 30. августа 2019. у Уједињеном Краљевству, односно 22. октобра 2020. у Србији.

## Радња
Бившем специјалцу Питеру Колсоуу свет се окрене наопачке када заврши у затвору спашавајући своју жену. Добија прилику за превремно пуштање из затвора уз услов да постане цинкарош ФБИ-ја, инфилтрирајући се у кругове најмоћнијег трговца дрогом Њујорка. Након што испорука дроге, у којој учествује, крене по злу, суочава се с најтежим задатком у свом животу — мора да се инфилтрира у најозлоглашенији затвор. Једна прилика и три секунде да извуче живу главу.

## Улоге
| Глумац             | Улога              |
| ------------------ | ------------------ |
| Џоел Кинаман       | Питер Кослоу       |
| Розамунд Пајк      | Ерика Вилкокс      |
|                    | Едвард Гренс       |
| Клајв Овен         | Кит Монтгомери     |
| Ана де Армас       | Софија Кослоу      |
| Јуџин Липински     | Генерал            |
| Хуана Качинска     | Беата Климек       |
| Едвин де ла Рента  | Смајли Фелпс       |
| Рут Бредли         | Кет                |
| Сем Спруел         | Стјуит             |
| Ајлам Оријан       | Анджеј Ђиђић       |
| Карма Мајер        | Ана Кослоу         |
| Матеуш Косћукјевич | Сташек Кусик       |
| Питер Паркер Менса | полицајац Френклин |
| Артур Кастро       | Данијел Гомез      |
| Абдул-Ахад Пател   | Вермин             |